# Port de la Lune
Pour un article plus général, voir Port de Bordeaux.

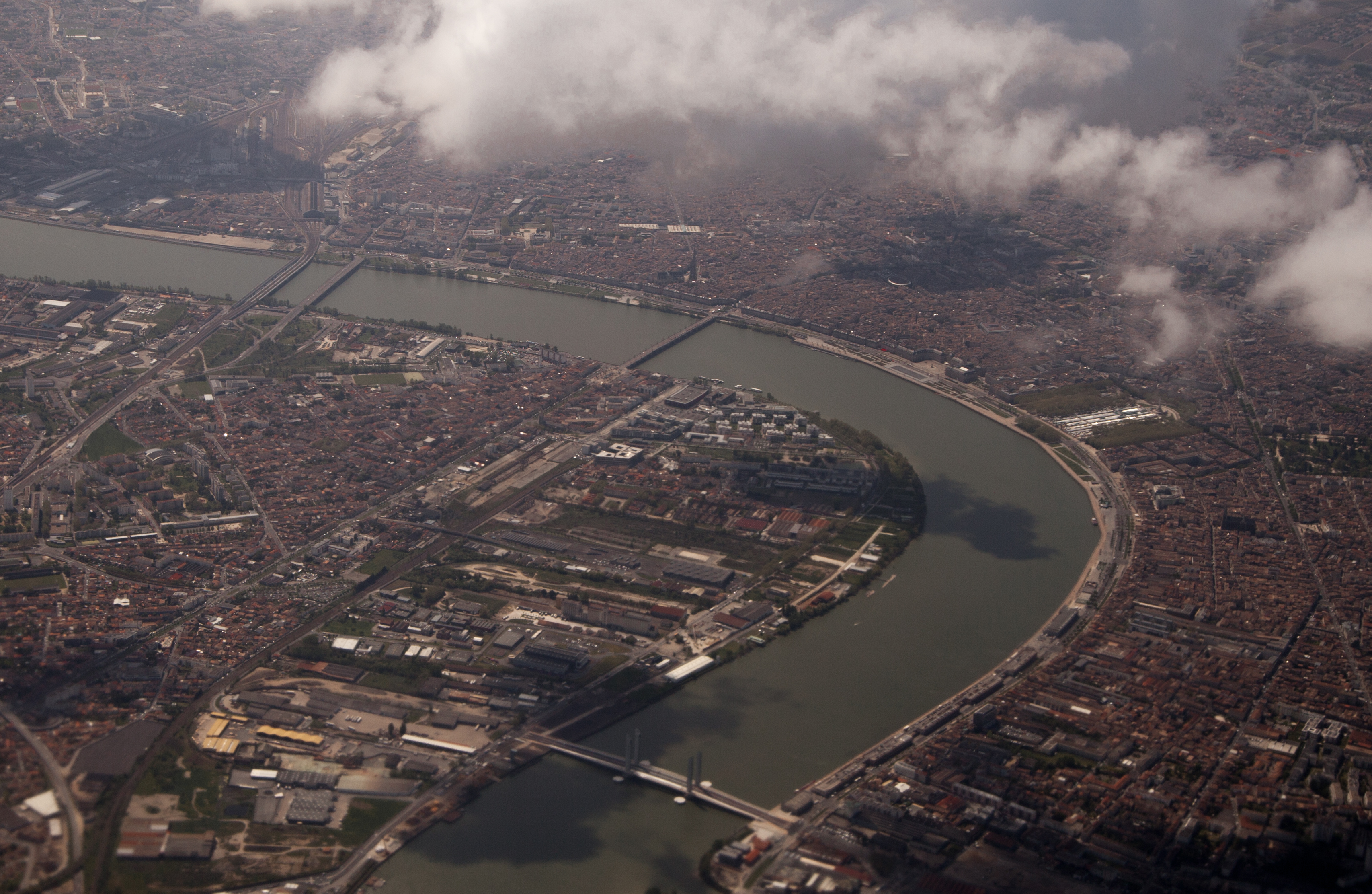
Vue d'avion en 2013.

Le port de la Lune est le nom donné au port de Bordeaux depuis le Moyen Âge, en raison de la forme en croissant du large méandre de la Garonne, au bord duquel Bordeaux s'est établie. Il est représenté par un croissant de lune sur le blason de Bordeaux. Aujourd'hui, cette partie du fleuve qu'on appelle aussi la « rade de Bordeaux », a surtout une activité touristique. L'activité marchande du port de Bordeaux a pour sa part migré en aval depuis de nombreuses années, sur les sites de Bassens, Pauillac, Blaye et du Verdon.
L’appellation de « Bordeaux, Port de la Lune » renvoie également, depuis le mois de juin 2007, aux 1 800 hectares de la ville de Bordeaux qui ont été inscrits au patrimoine mondial de l'humanité par l'UNESCO. Ils comprennent la Garonne, l'ensemble de la façade historique des quais, plus de 350 monuments historiques, et s'articulent autour d'un secteur sauvegardé de 150 hectares qui couvre la partie de la ville la plus ancienne. Ce périmètre UNESCO, qui représente une bonne partie de la ville (40% de la superficie totale), est accompagné d'une zone d'attention patrimoniale (zone tampon) de 3 725 hectares.
Plus vaste ensemble urbain à recevoir cette distinction à cette date, « Bordeaux, port de la Lune » présente une rare homogénéité architecturale classique et néoclassique, dont une place royale et de nombreux ensembles ordonnancés, héritage de son développement particulièrement important à l’époque des Lumières et coloniale.
La reconnaissance par l'UNESCO de ce patrimoine est aussi liée aux embellissements orchestrés autour du projet urbain de 1995 comprenant le nettoyage des façades et leur mise en lumière, l'aménagement du tramway et la requalification des quais en promenade. Tout cela a permis à la ville de se tourner à nouveau vers son fleuve.

## Façades du Port de la Lune
Les quais du port de la Lune présentent un exceptionnelle succession de façades, dont de nombreuses ordonnancées et une place royale ouverte sur la Garonne :

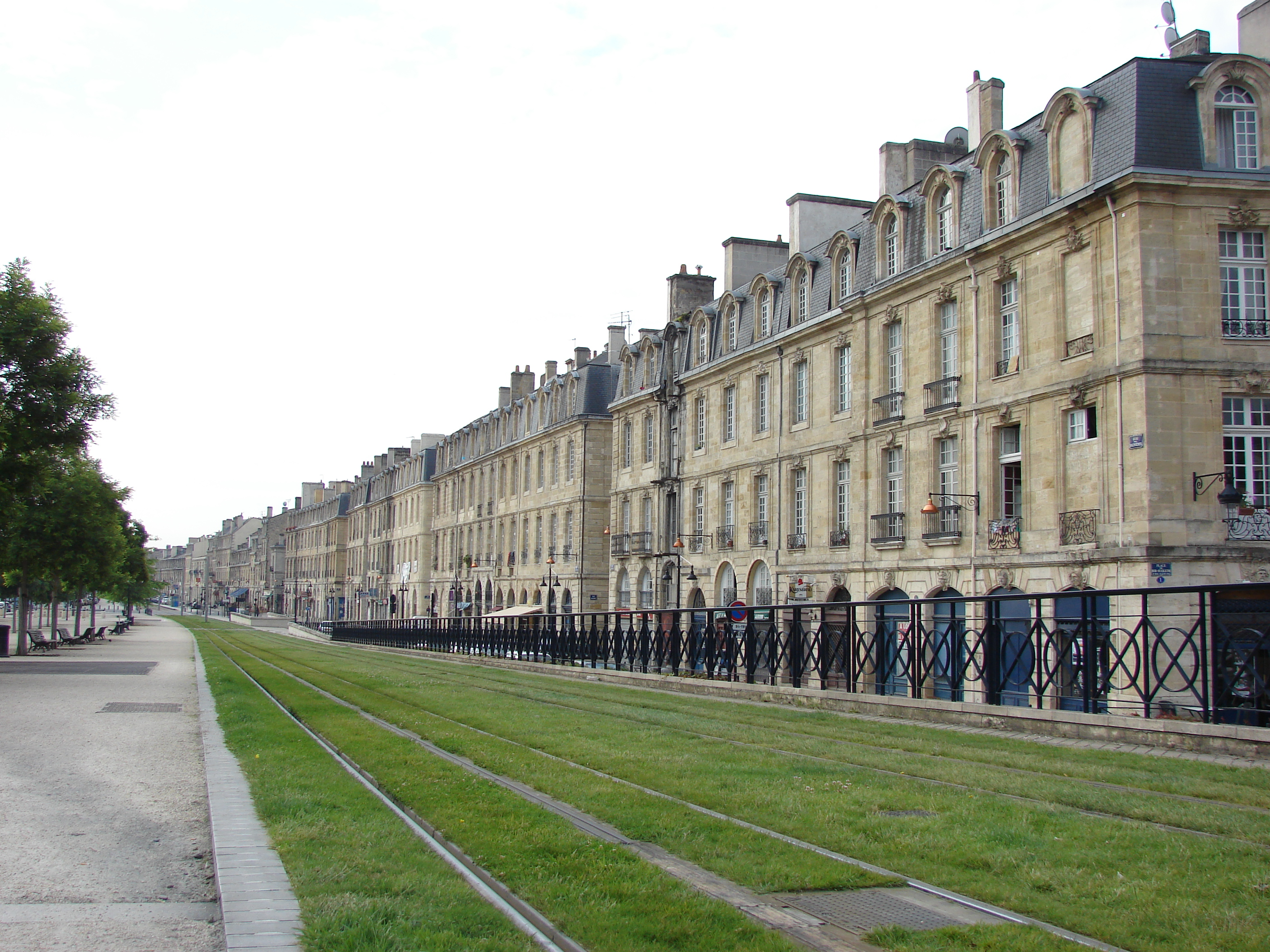
Quai des Salinières, quai de la monnaie et quai Sainte-Croix : partie sud du port de la lune.
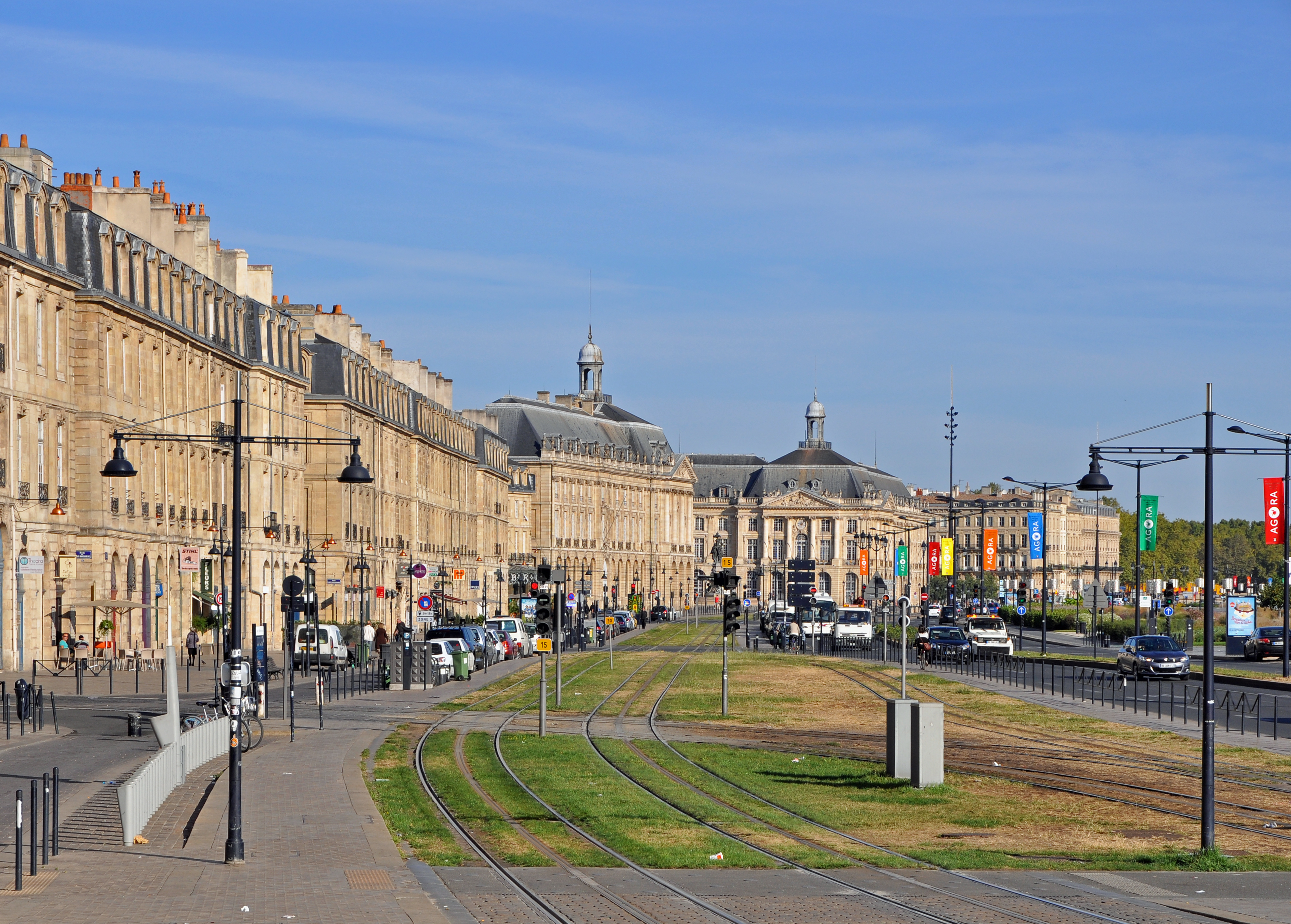
Quai Richelieu, quai de la Douane et place de la Bourse : partie centrale du port de la lune.
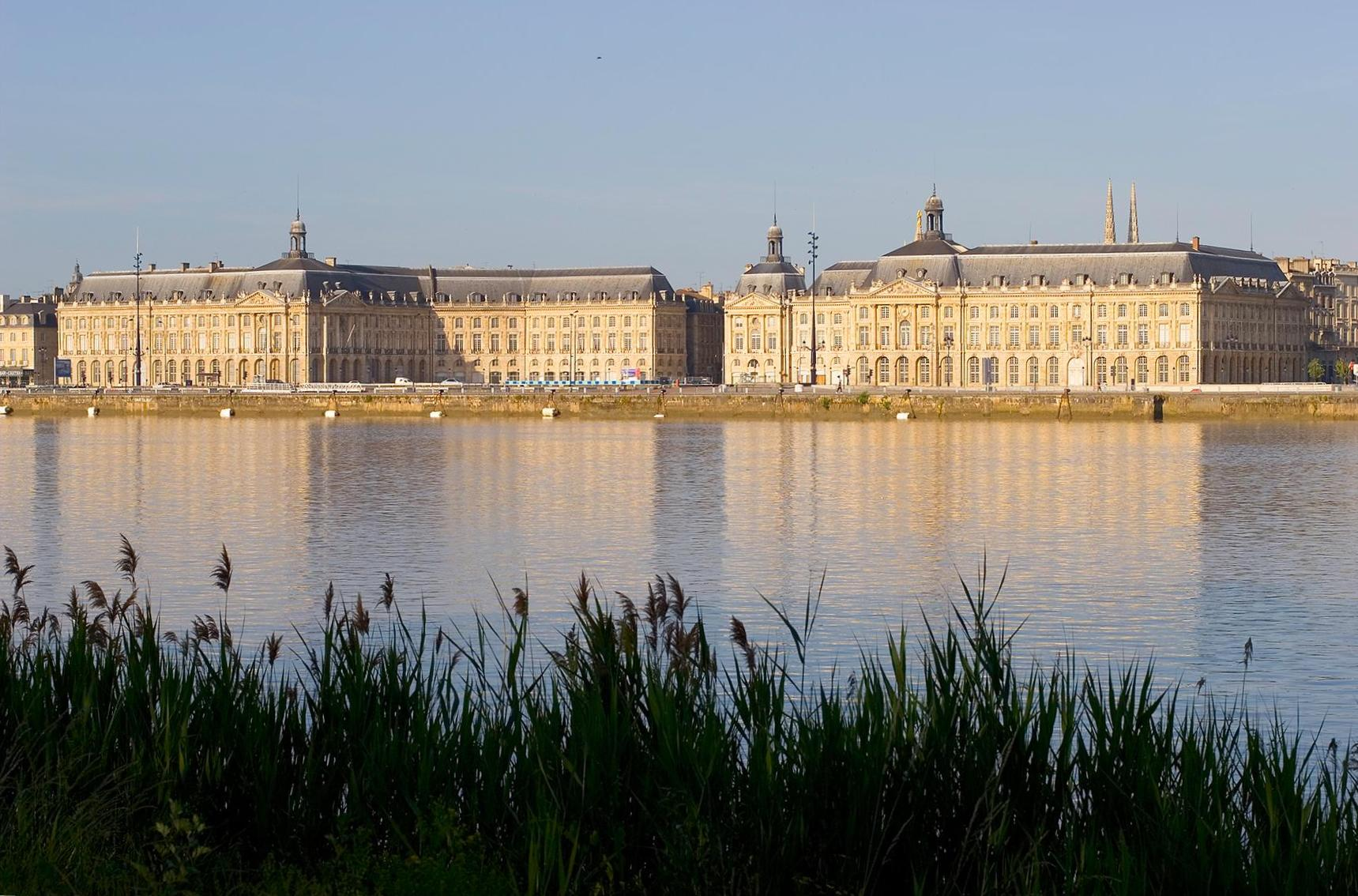
Place de la Bourse.
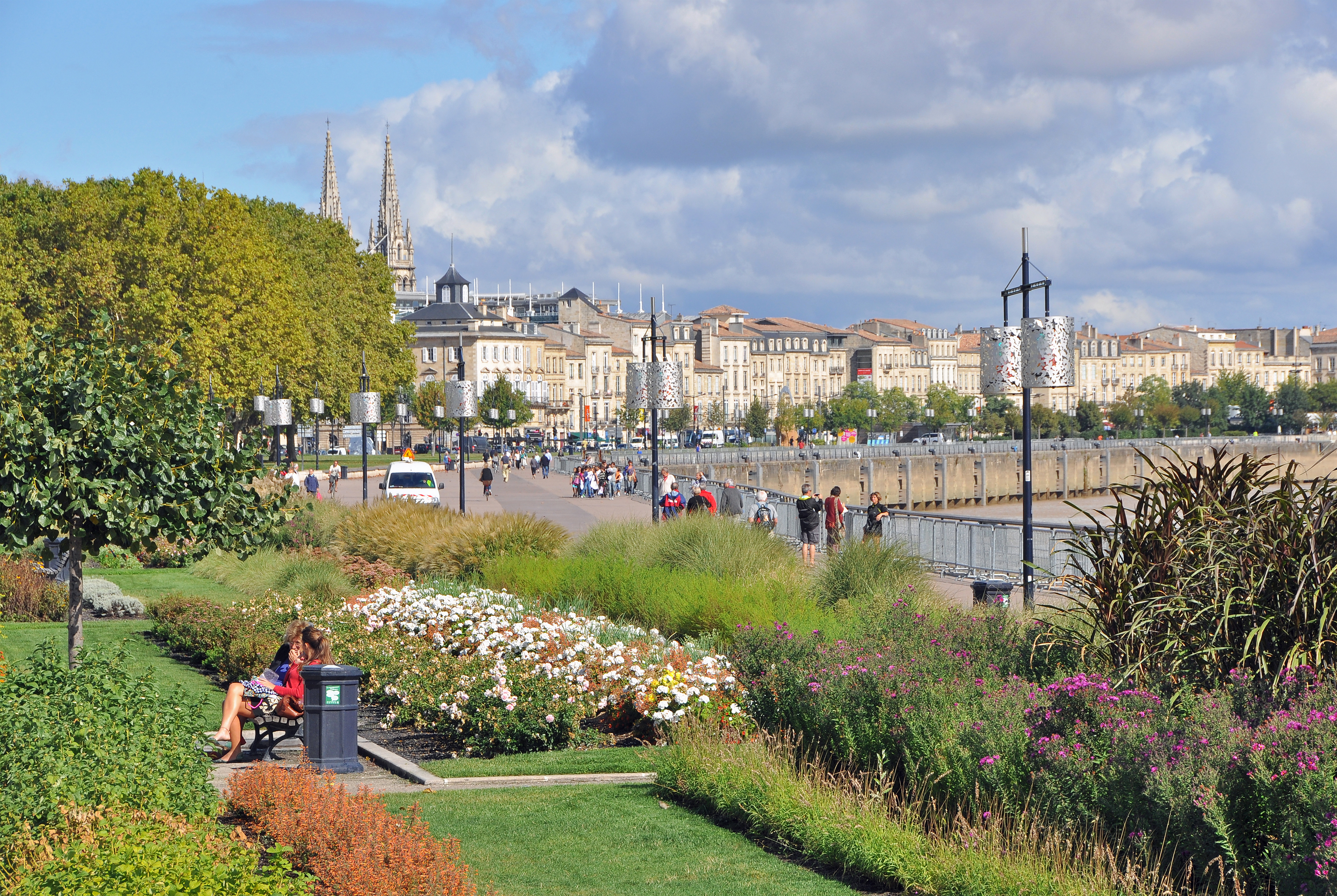
Quai Louis XVIII, quai des Chartrons et quai de Bacalan : partie nord du port de la lune.

## Représentations dans la peinture

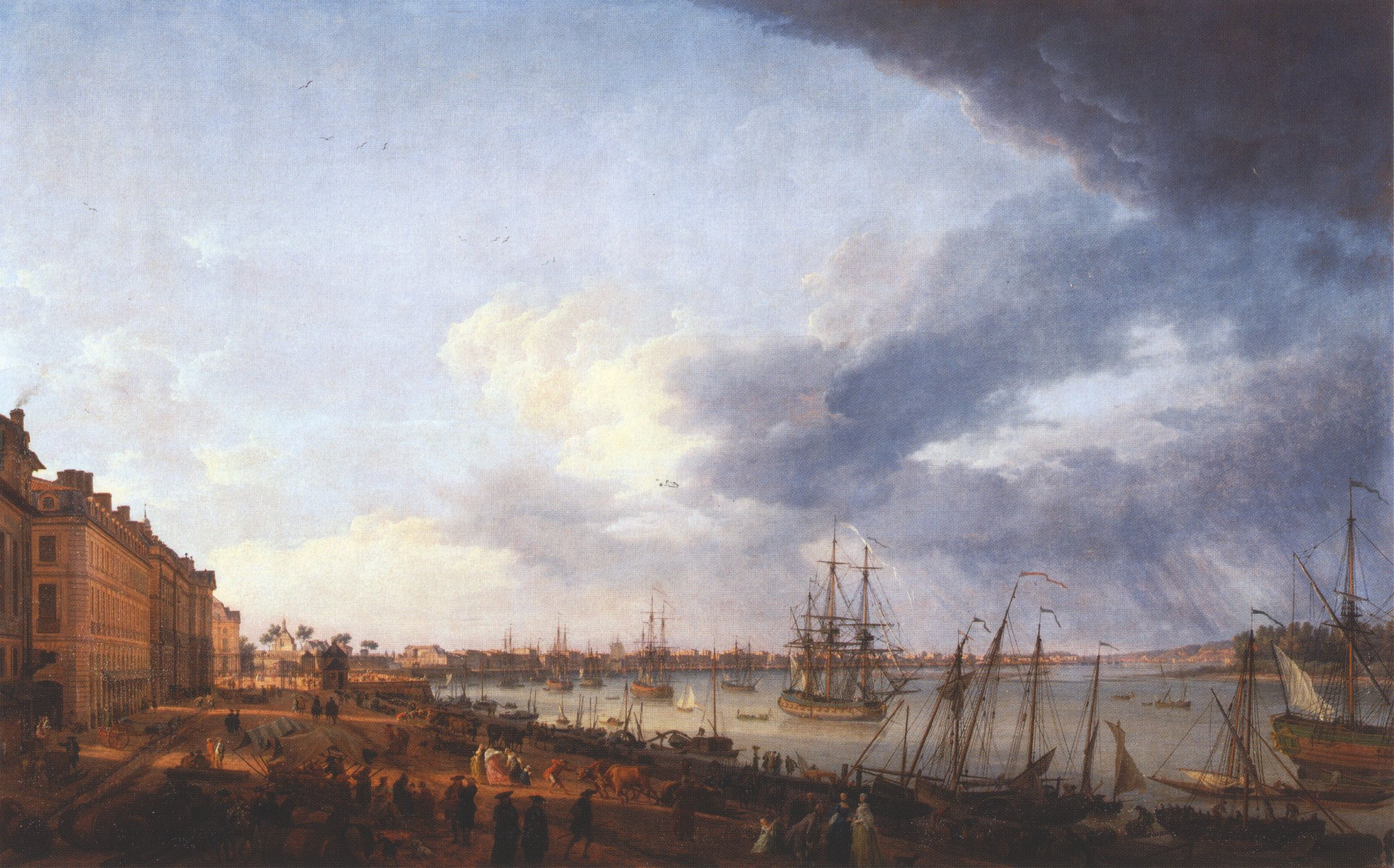
Claude Joseph Vernet, Port de Bordeaux du côté des Salinières, 1758 (musée national de la Marine).
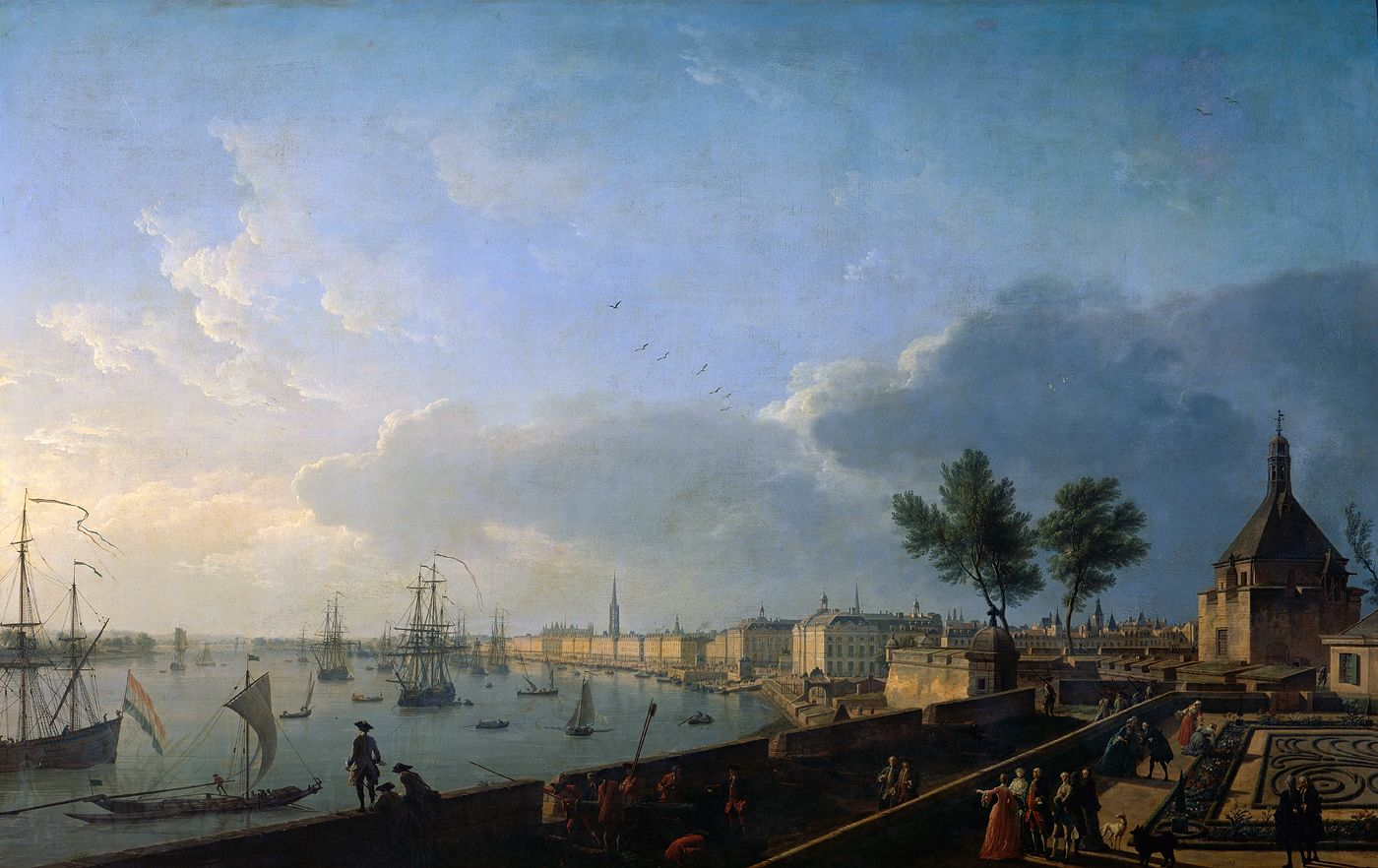
Claude Joseph Vernet, Deuxième vue du port de Bordeaux, prise du château Trompette.
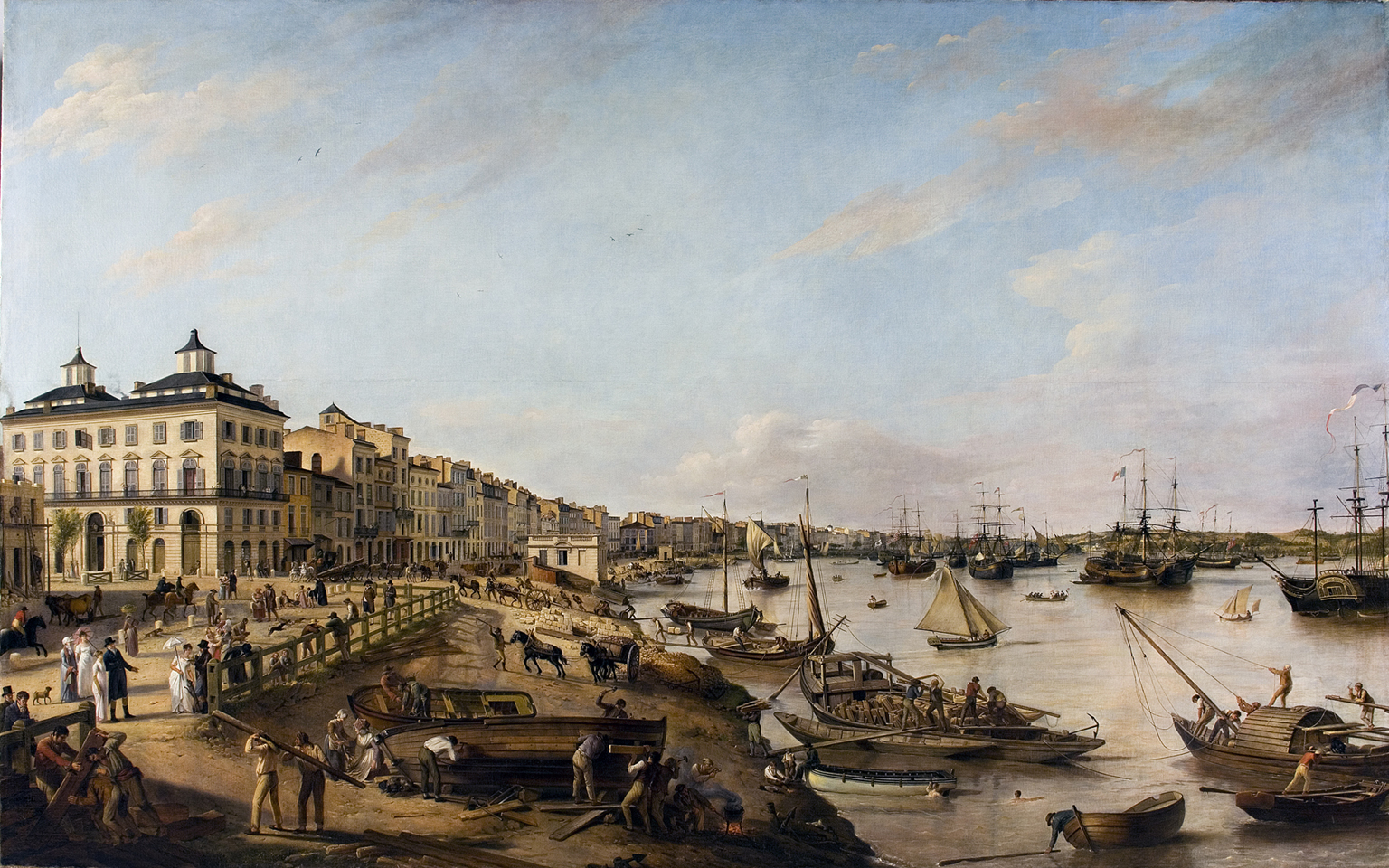
Pierre Lacour, Vue d'une partie du port et des quais de Bordeaux dits des Chartrons et de Bacalan, vers 1806 (Musée des Beaux-Arts de Bordeaux).
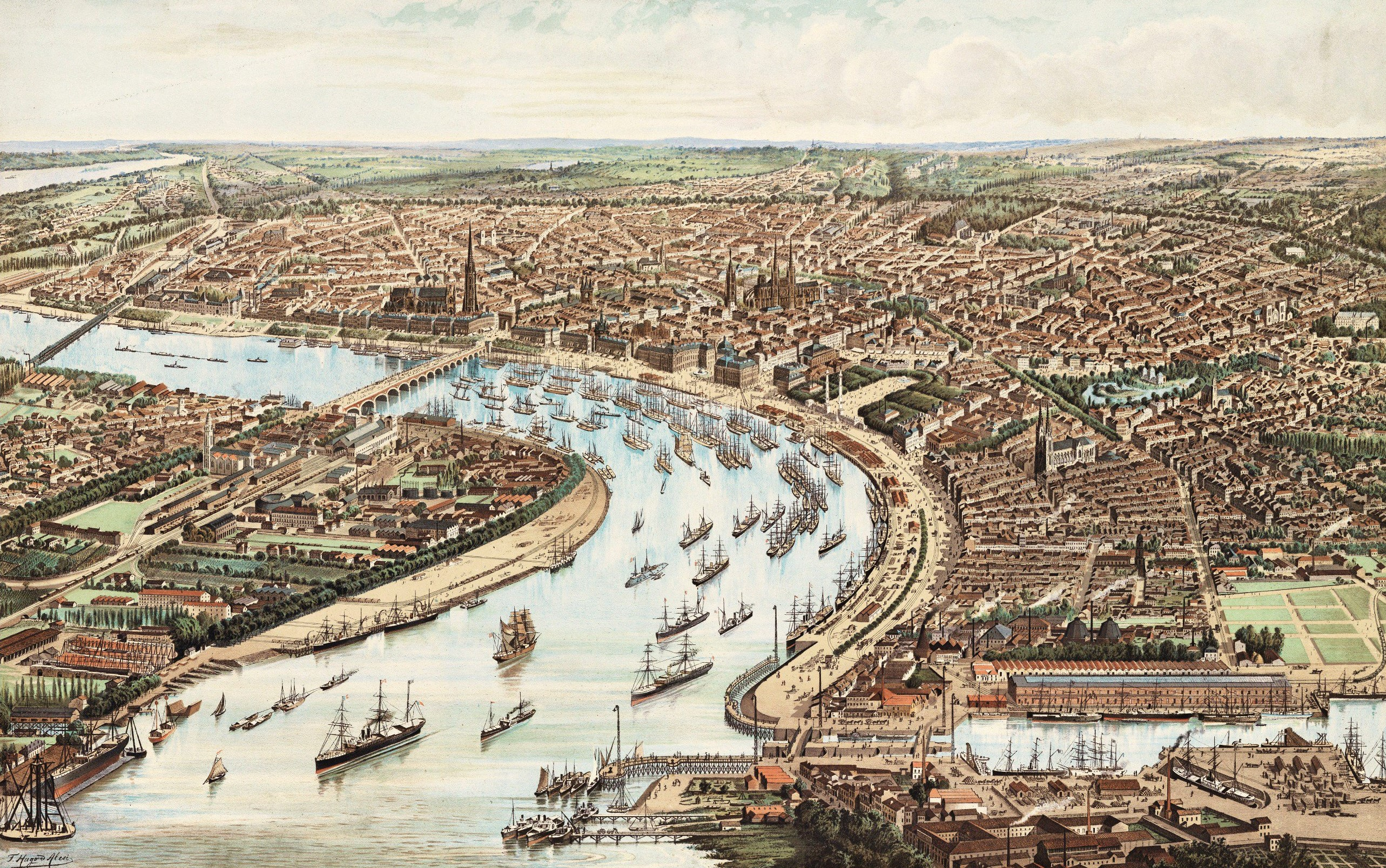
Hugo d'Alesi, Vue cavalière de Bordeaux, 1899 (Archives de Bordeaux métropole).

## Le port de la Lune dans l'héraldique
Sur le blason de Bordeaux, dont le premier remonte au 12e siècle sous Richard Cœur de lion, on peut déjà distinguer le croissant de lune dans la Garonne pour désigner le port. Plus tard, au 17e siècle, apparaît le chiffre de Bordeaux, qui affiche trois croissants de lune entrelacés. Enfin le logotype actuel de la ville reprend la vision stylisée du port de la Lune.

1er blason de Bordeaux, sous Richard Ier d'Angleterre dit Richard Cœur de Lion.
Blason actuel de Bordeaux.
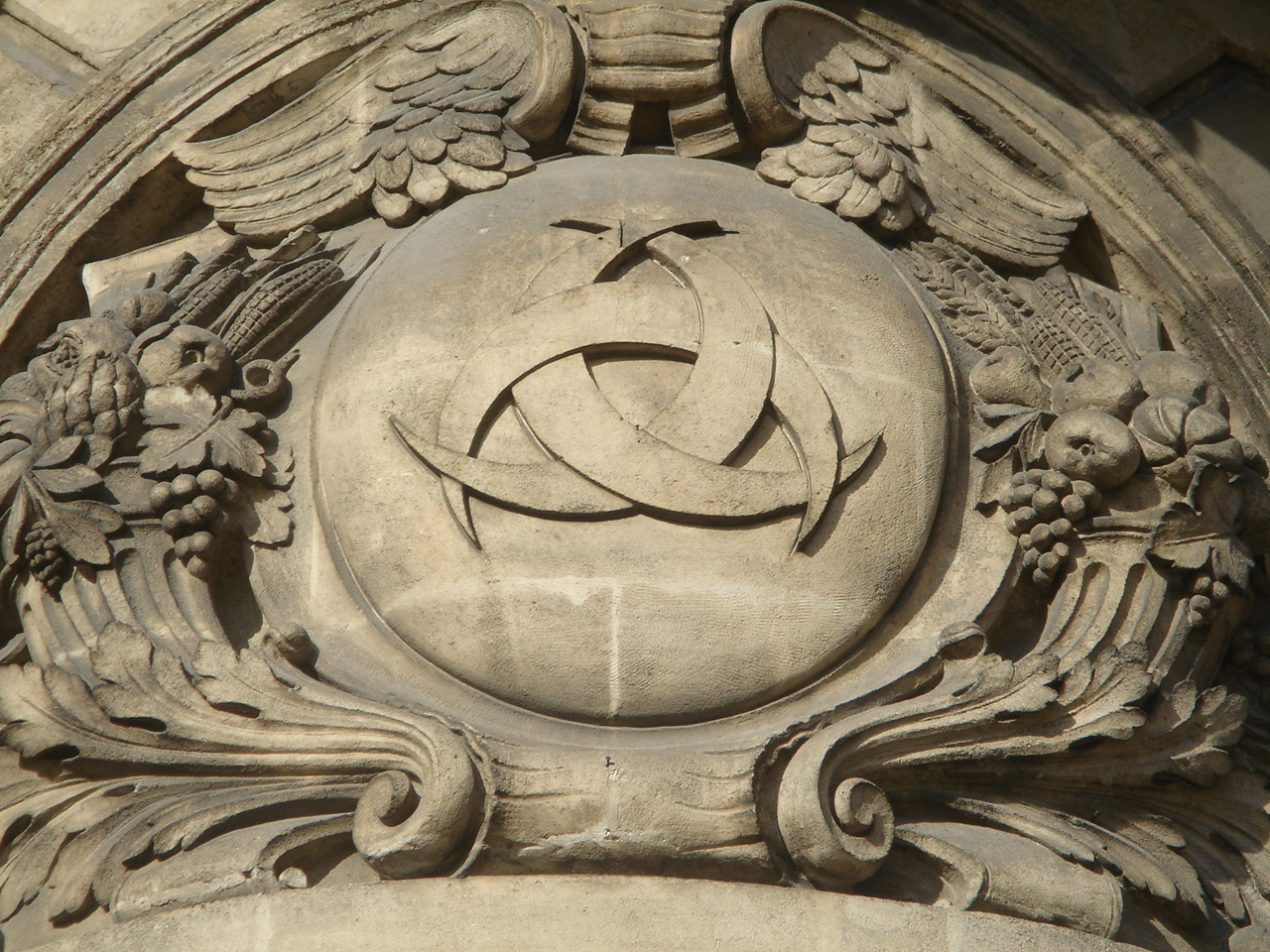
Le chiffre de Bordeaux représentant les trois croissants de lune entrelacés.
Logotype de la ville de Bordeaux, qui reprend le chiffre avec les croissants de lune.

## Vues anciennes du Port de la Lune

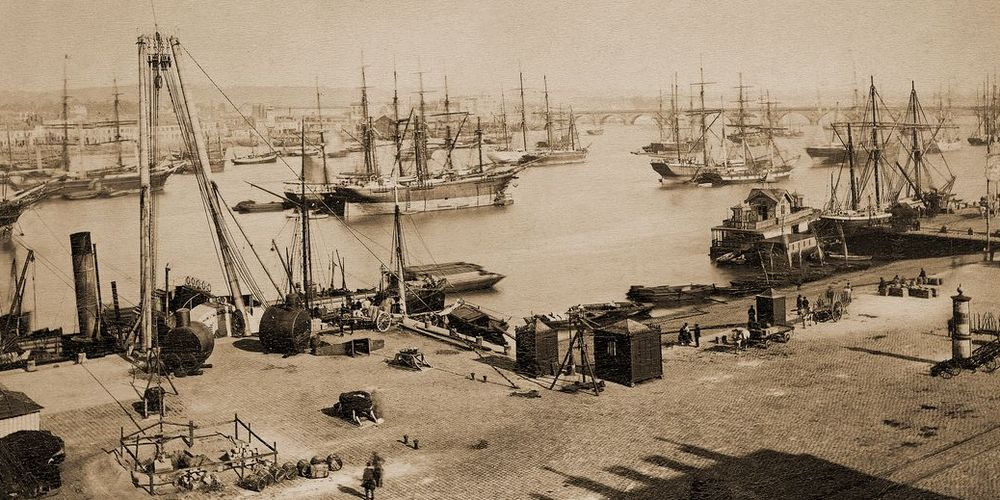
Vue depuis la place Jean-Jaurès (ancienne place Richelieu) vers 1880.
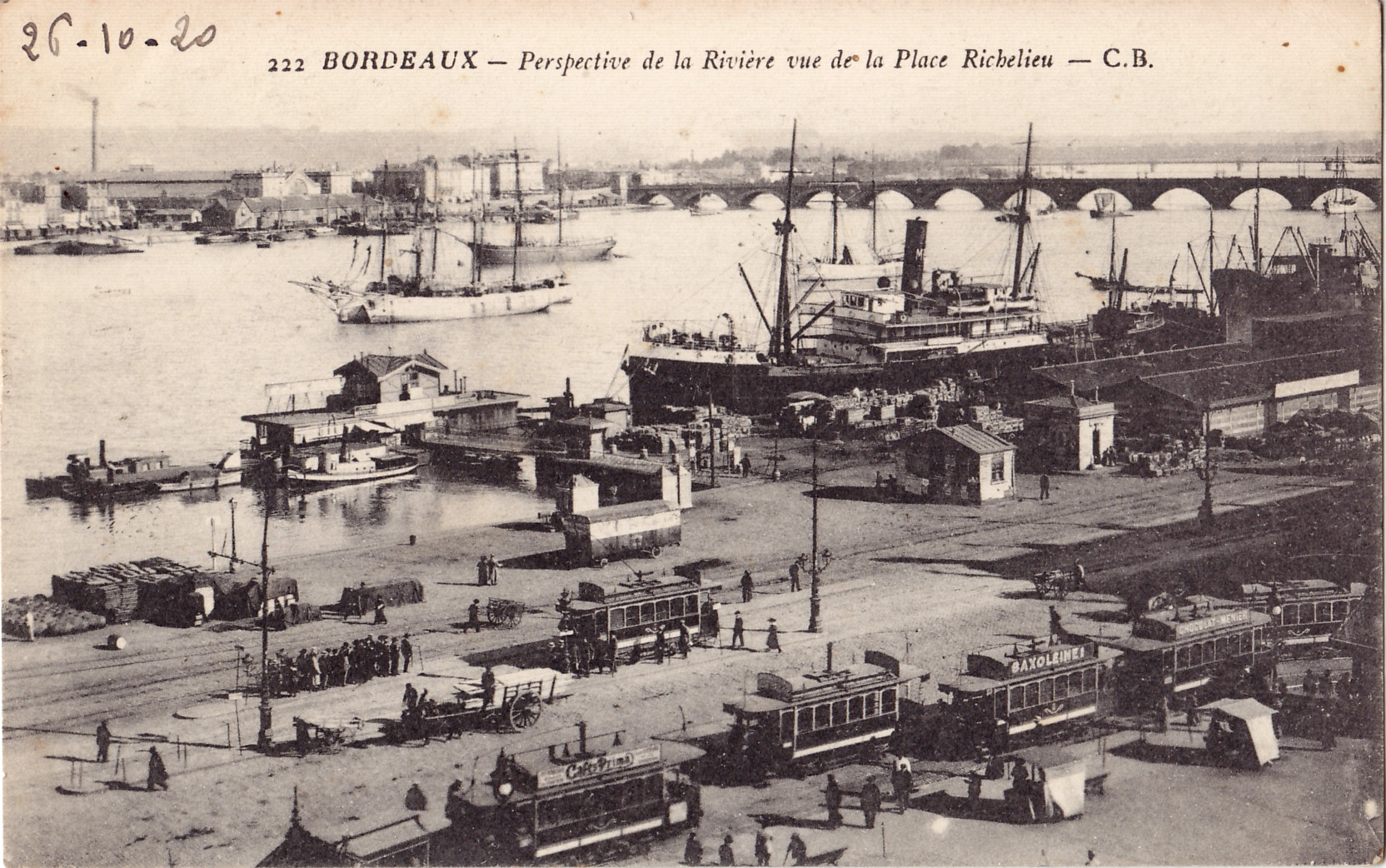
Vue de la place Jean-Jaurès (ancienne place Richelieu) avant 1920.
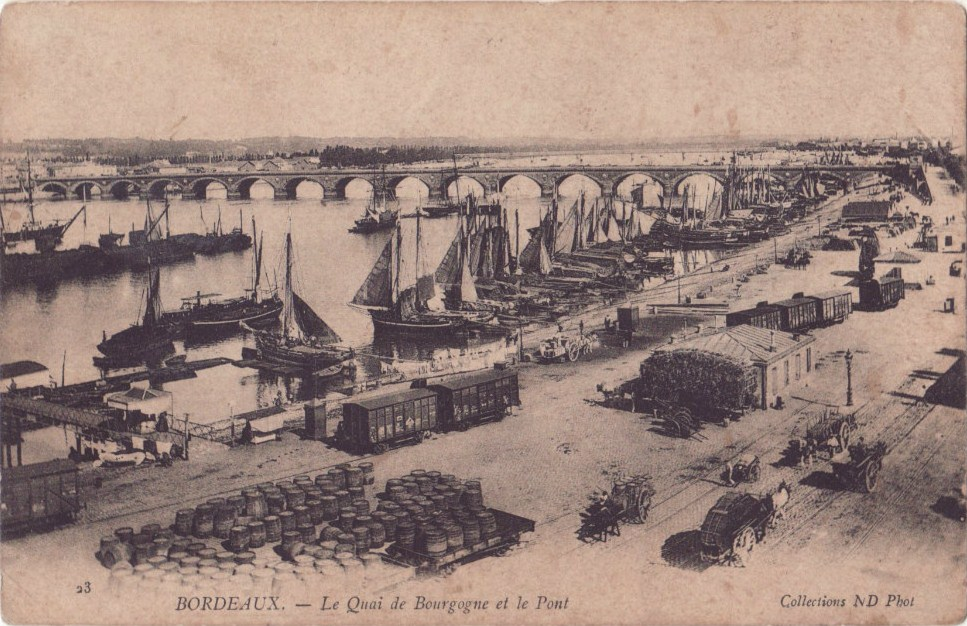
Vue du quai Richelieu (ancien quai de Bourgogne) et du pont de pierre vers 1880.
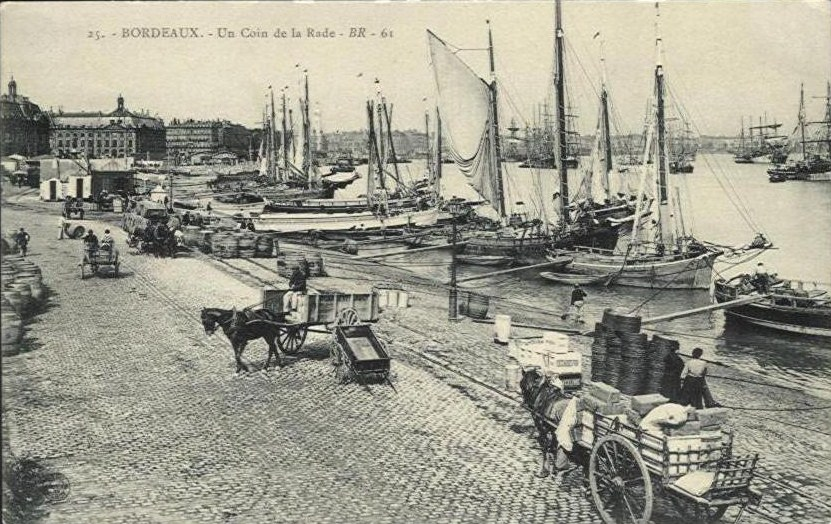
Vue du quai Richelieu (ancien quai de Bourgogne) et de la place de la bourse vers 1880.